# Palau dels Ferrer
El palau dels Ferrer al barri de Sanç del municipi de L'Énova és un palau construït a la darreria del segle xv per la família del senyor de la localitat. És un clar representant de l'estil arquitectònic gòtic flamíger o gòtic tardà.

## Història
Quan es va construir el palau, Sanç encara era una localitat independent.

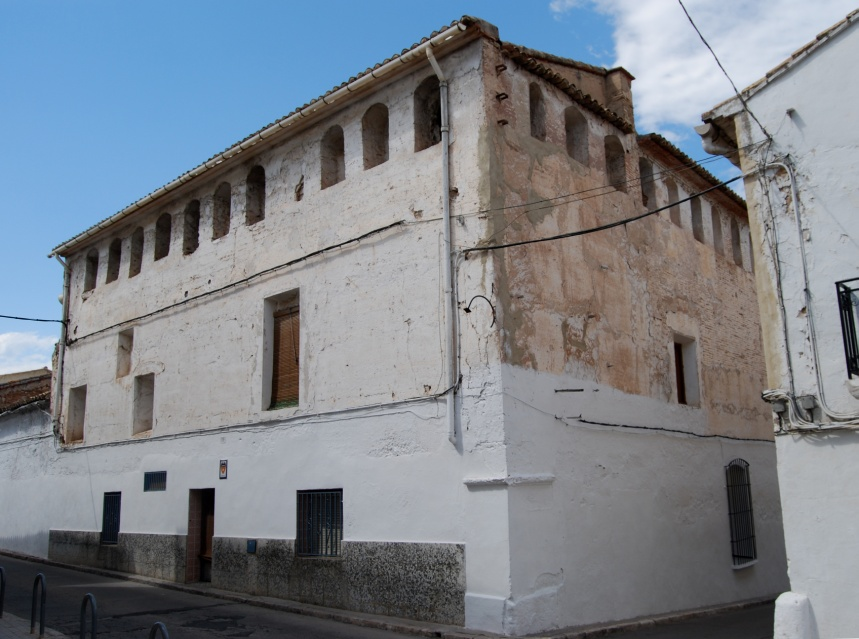

Aquest palau pertany a l'estil del gòtic tardà o gòtic flamíger, un estil gairebé de transició amb el renaixement. El palau dels Ferrer n'és un dels escassos exemples a la comarca de la Ribera del Xúquer. Va ser un encàrrec de Pere Ferrer, cavaller valencià, senyor de Sanç, que després de les campanyes italianes d'Alfons el Magnànim va tornar a les seves possessions amb un gran botí i un estatus social més gran, la qual cosa el va portar a donar un impuls transformador i de renovació al seu feu de Sanç, que aleshores encara es mantenia independent de L'Énova. Aquest objectiu no se centraria només en la construcció d'una casa senyorial més d'acord amb la seva posició social, també l'intent de canviar el nom al municipi pel de Castellnou, en referència al Castel Nuovo, on s'estava la cort alfonsina durant la campanya napolitana, iniciativa que va fracassar encara que no ho faria en el seu projecte de transformar tot el pla urbà demolint la majoria de cases dels vassalls moros i transformant-lo en una plaça de cases rectangulars i alineades, per tant el nom de Sanç es va mantenir.

## Descripció
El palau està conformat per un bloc quadrat, amb un enlluernament central i un pati de servei annex. La planta de l'edifici –sense comptar amb el pati– forma un quadrat gairebé perfecte (16,5 per 15,25 metres) que conforma 250 metres quadrats de superfície construïda. El desllunat central es va construir inicialment com un quadrat de vuit per vuit vares valencianes (uns 52 metres quadrats), però es va reduir cap a final del segle xv, quan va ser reduït a un quadrat de tres per tres metres, i la resta es va destinar a una galeria coberta per a la planta noble.
Disposa de dos pisos d'alçada, a la part superior està la part noble. Un element destacable és l'enteixinat de fusta tard gòtic, que recorda a l'esplendor del tard gòtic flamíger.
A la part superior es trobaven al seu moment les estructures per a criar el cuc de seda, un negoci força habitual al regne de València a final del segle xv.
Tot i el seu valor patrimonial, a principi del {{Segle|XXI|s} era en un estat important d'abandó i desprotecció, i cal una gran tasca de restauració. És de propietat particular i va ser restaurat, encara que ha perdut bona part del elements originals, sobretot els defensius.